# BRM P351
Der BRM P351, auch als B.R.M. P351 bezeichnet, war ein Gruppe-C- und IMSA-GTP-Prototyp aus dem Jahr 1992.

## Entwicklungsgeschichte und Technik
Der P351 geht auf eine kleine Gruppe ehemaliger B.R.M.-Mitarbeiter zurück, die 15 Jahre nach dem Ende des Formel-1-Teams der Marke neues Leben geben wollten. Sie konstruierten einen Gruppe-C-Sportwagen, der auch bei den Rennen der IMSA-Serie in den USA starten sollte. Beim Motor griffen sie auf den letzten B.R.M.-Formel-1-Motor aus dem BRM P207 von 1977 zurück. Der 12-Zylinder-Motor wurde auf 3,5-Liter Hubraum aufgebohrt und auf den damaligen Stand der Motortechnik gebracht. 

## Renngeschichte
Sein Debüt gab der P351 beim 24-Stunden-Rennen von Le Mans 1992. Das Fahrzeug war der einzige Rennwagen mit V12-Motor des Feldes und schon im Training häuften sich die Probleme. Das Getriebe war der Schwachpunkt des Wagens und Wayne Taylor konnte nur sechs Runden fahren. Da Harri Toivonen und Richard Jones überhaupt nicht trainieren konnten, durften sie am Rennen nicht teilnehmen. B.R.M. hatte aber Glück, der ACO erteilte dem Fahrzeug dennoch die Starterlaubnis. Einerseits waren 1992 nur 28 Rennwagen am Start und die Veranstalter gaben dem Wagen keine Chance über die Distanz zu kommen. B.R.M. stellte damit das einzige Team mit einem Fahrer in den Startlisten des Rennens von Le Mans. Tatsächlich hatte Taylor vom Start weg Schaltprobleme und musste den Wagen nach nur 20 Runden abstellen.
Danka, der Sponsor des Teams, finanzierte auch den IMSA-Einsatz in Watkins Glen. Wieder war Wayne Taylor der Fahrer. Diesmal  stoppten Elektrikprobleme den P351. Schon nach fünf Runden musste Taylor aufgeben. Der Rennwagen wurde zurück nach Europa gebracht und nie mehr in einem Rennen eingesetzt. 